# Bodenbearbeitung
Als Bodenbearbeitung bezeichnet man in der Landwirtschaft und im Gartenbau mit einem mechanischen Eingriff in den Boden verbundene Arbeitsgänge, die die Herstellung oder Erhaltung eines für das Pflanzenwachstum günstigen Bodenzustandes bewirken sollen. Darüber hinaus sollen auch die verfahrenstechnischen Voraussetzungen für die Pflanzenproduktion (z. B. Befahrbarkeit, Entsteinung, Dammformung) geschaffen werden.
Kennzeichnend für alle Bodenbearbeitungsverfahren ist es, dass durch sie die festen Bodenpartikel und die im Boden enthaltenen Luft- und Wasseranteile in das richtige Verhältnis gebracht werden bzw. dieses Verhältnis erhalten wird. Dies wird dadurch erreicht, dass beispielsweise Anteil und Volumen der Makroporen erhöht oder durch Eingriff in die Lebensbedingungen der Bodenfauna die biogene Durchporung des Bodens und die Lebendverbauung der Bodenaggregate gefördert wird.
Durch geeignete Bodenbearbeitungsverfahren lässt sich ferner unter anderem der Wasserhaushalt des Bodens beeinflussen (z. B. Minderung der Verdunstung durch Brechen der Bodenkapillare), Konkurrenz- und Schadpflanzenbewuchs regulieren (Unkraut), pflanzliche und tierische Schädlinge bekämpfen, die Verfügbarkeit von Nährstoffen verbessern oder ihre Auswaschung mindern sowie die Ackerkrume vertiefen.
Die verschiedenen Bodenbearbeitungsverfahren werden in solche der Primärbodenbearbeitung und der Sekundärbodenbearbeitung unterschieden. Kennzeichnend für die Primärbodenbearbeitung ist ein mechanischer Eingriff in den Boden bis auf Krumentiefe, u. U. sogar über diese hinaus (Tiefenlockerung, Tiefpflügen). Die Sekundärbodenbearbeitung umfasst hingegen Bearbeitungsgänge bis zu einer Tiefe von circa 10 cm zur Herstellung eines Saatbettes. Weitere ebenfalls nur oberflächige Bodenbearbeitungsarbeiten sind Pflegearbeiten beispielsweise bei Hackfrüchten, etwa zur Unkrautregulierung, Kapillarbrechung zur Minderung der Verdunstung oder Belüftung der Oberkrume.

## Primärbodenbearbeitung
Als Grundbodenbearbeitung oder Primärbodenbearbeitung bezeichnet man in der Landwirtschaft und im Gartenbau eine nicht nur oberflächlich lockernde, mischende und unter Umständen wendende (stürzende) Bearbeitung der oberen Bodenschichten. Gängige Werkzeuge für die Grundbodenbearbeitung sind der manuell betätigte Spaten (vgl. auch Spatenkultur), die Spatenmaschine, der Grubber bzw. Schwergrubber, die Fräse, die Hacke oder der Pflug. Die Bearbeitung erfolgt in Krumentiefe, also im Bereich des sogenannten Bearbeitungshorizontes, üblich sind daher Bearbeitungstiefen zwischen 15 cm und 35 cm.
Die Grundbodenbearbeitung geht der Sekundärbodenbearbeitung und der Aussaat voraus. Zuweilen werden Primär- und Sekundärbodenbearbeitung jedoch zur Zeit- und Kostenersparnis entweder durch eine eingesetzte Landmaschine zugleich (Beispiel: krumentiefes Fräsen) oder aber durch Kombination von mehreren Bodenbearbeitungsgeräten in einem Arbeitsgang erledigt.

### Konventionelle Bodenbearbeitung

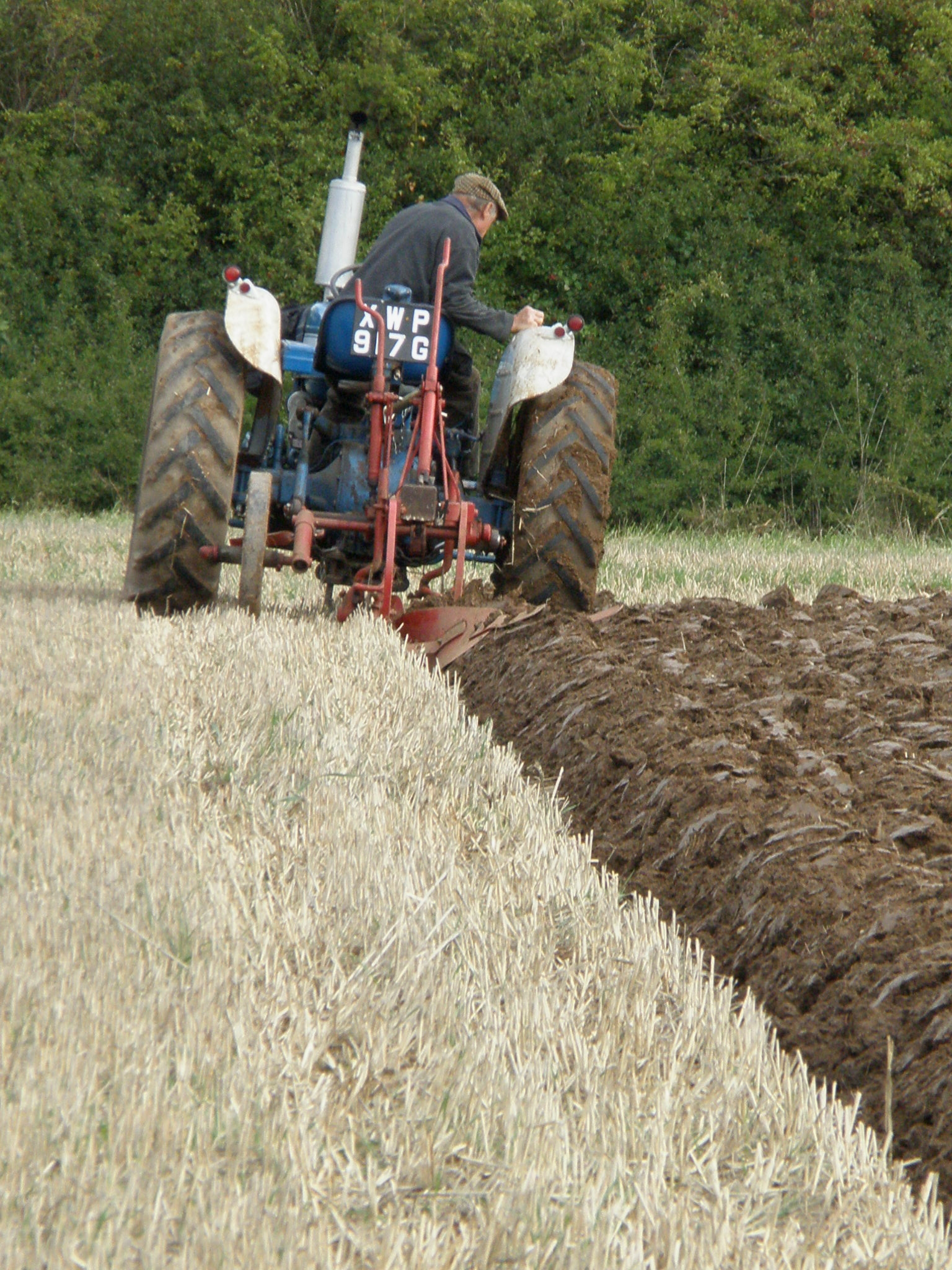
Das Pflügen ist gekennzeichnet durch die Bildung von Erdschollen, die durch Kultivatoren, Grubber, Eggen, Walzen und ähnliche Geräte weiterbearbeitet werden, bis die Erde eine krümelartige Struktur hat und das Saatgut eingebracht werden kann

Typisch für die konventionelle Bodenbearbeitung, auch wendende Bodenbearbeitung  oder Umbruch genannt, ist der regelmäßige Einsatz des Pfluges. Das Pflügen bewirkt auf Krumentiefe eine Wendung, Lockerung, Krümelung und Durchlüftung des Oberbodens. Durch die Bearbeitung wird eine saubere, von Reststoffen freie Ackeroberfläche erreicht, da zugleich Dünger, Ernterückstände und Bewuchs (z. B. Unkraut) durch den Wendevorgang untergearbeitet werden. Der Umbruch des Ackers stellt somit auch einen wichtigen Beitrag zur Unkrautregulierung, Schädlings- und Krankheitsbekämpfung dar. Der starke Eingriff in die Bodenfauna durch das Pflügen hat aber auch nachteilige Auswirkungen, etwa durch Schädigung der Regenwürmer-Population. Ferner kann der Umbruch der Ackerfläche eine wesentliche Ursache für Bodenerosion sein. Im intensiven Ackerbau ist es das überwiegend angewandte Verfahren zur Vorbereitung der Saat der Hauptfrucht.
Die Pflugtiefe betrug beim Einsatz von Zugtieren vor dem ein- oder zweispännigen Gespannpflug zu Anfang des 20. Jahrhunderts oft nur etwa 10–15 cm. Größere Arbeitstiefen, wie sie beispielsweise beim Anbau von Zuckerrüben erforderlich sind, erforderten den Einsatz von drei oder fünf kräftigen Zugtieren. Mit Aufkommen der Mähdrescher und dem Verbleib des Strohs auf dem Acker musste die Furchentiefe gesteigert werden, um eine ordentliche Sekundärbodenbearbeitung zu gewährleisten. Allerdings wird heutzutage die optimale Tiefe von meist ca. 25 cm vielfach überschritten. Die durch das Pflügen entstehenden Pflugsohlenverdichtungen sind nur schwierig durch Tiefenlockerung oder den Anbau tiefwurzelnder Pflanzen (vgl. Gründüngung) zu beseitigen.

### Pfluglose Bodenbearbeitung
Kennzeichnend für die pfluglose Bodenbearbeitung, auch nichtwendende oder konservierende Bodenbearbeitung genannt, ist der Verzicht auf die Bodenwendung (siehe auch Direktsaat). Pflanzenrückstände der Vorkultur, Dünger oder auch etwaige Beikräuter werden nicht deckend untergearbeitet, sondern abhängig von der Intensität des angewandten Arbeitsverfahrens mehr oder weniger in die Oberkrume eingemischt. Die praktische Bedeutung der pfluglosen Bodenbearbeitung nahm erst mit steigenden Traktorleistungen zu, da einerseits die Arbeitsbreite der Maschinen mindestens die Schlepperbreite sein sollte und andererseits die verwendeten Geräte einen recht hohen Zugkraftbedarf haben. Typische Geräte für die pfluglose Bodenbearbeitung sind der Grubber und der Schwergrubber, der gelegentlich auch Meißelgrubber oder Meißelpflug genannt wird.
Wegen der weitgehenden Erhaltung der Bodenhorizonte und der Bodenfauna wird durch die pfluglose Bearbeitung die Bodenfruchtbarkeit erhöht, ferner trägt sie zur Stabilisierung des Bodengefüges bei. Der Verzicht auf eine Wendung des Bodens kann so auch das Auftreten von Erosionserscheinungen und Verschlämmungen vermindern helfen.
Der pfluglose Ackerbau erfordert aber konsequente Krankheits-, Schädlings- und Beikrautregulierungsstrategien. Gerade durch die mangelnde Unterbringung von Stoppeln und Stroh kann es zur Verschleppung von Pilzinfektionen und zu Schädlingsinvasionen in der Folgefrucht kommen. Unkrautsamen reichern sich in der oberen Bodenschicht an, so dass der Aufwand für die Bekämpfung unerwünschter Beikräuter steigt. Oft wird die pfluglose Bodenbearbeitung mit der Anwendung von Vorauflaufherbiziden kombiniert.
Die pfluglose Grundbodenbearbeitung ist zurzeit die übliche Methode beim Anbau von Zwischenfrüchten. In Hinblick auf die problematische Bodenerosion beim Maisanbau werden bei diesem ebenfalls verstärkt nichtwendende Verfahren eingesetzt. Aufgrund der oben geschilderten Nachteile ist sie in der landwirtschaftlichen Praxis häufig im Wechsel mit der Pflugfurche anzutreffen. Auf zu Dichtlagerung neigenden Schluff- oder Sandböden, auf staunassen Flächen oder bei der Saatgutvermehrung wird jedoch üblicherweise mit Pflug gearbeitet.

## Sekundärbodenbearbeitung

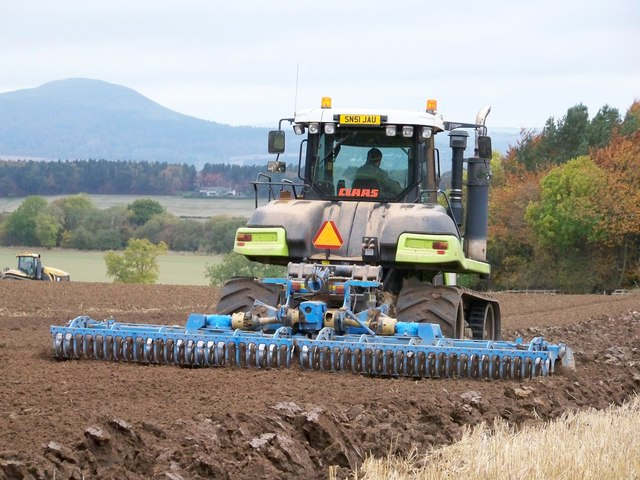
Saatbettbereitung mit einer Kreiselegge nach vorheriger Grundbodenbearbeitung durch Pflügen

Die Sekundärbodenbearbeitung beschränkt sich in der Regel auf die oberste, maximal 10 cm dicke, Bodenschicht. Sie dient der Vorbereitung der Aussaat bzw. Pflanzung und wird daher auch Saatbettbereitung genannt. Bei der Sekundärbearbeitung wird die oberste Bodenschicht vielfach feiner gekrümelt, als dies bei der Grundbodenbearbeitung der Fall ist, damit eine ebene und nicht verkrustete, leicht von den Keimlingen zu durchbrechende Oberbodenschicht entsteht. Andererseits zielt die Sekundärbearbeitung verbreitet auch darauf ab, durch Rückverfestigungsmaßnahmen unter einer dünnen, obersten Lockerbodenschicht den Kulturpflanzen Anschluss an das Kapillarsystem des Unterbodens und damit dort gespeichertes Bodenwasser zu sichern.

## Direktsaatverfahren
Bei den Direktsaatverfahren wird auf jegliche Bodenbearbeitung vor der Einsaat verzichtet. Die Direktsaat wird unter ariden Bedingungen in reinen Getreidefruchtfolgen beispielsweise in den USA oder in Australien in großem Umfang eingesetzt. Ob ein Verzicht auf Bodenbearbeitung auch unter den humiden Bedingungen in Mitteleuropa ökonomisch und ökologisch sinnvoll ist, ist noch strittig.